# Герцен
Герцен (њем. Gerzen) општина је у њемачкој савезној држави Баварска. Једно је од 35 општинских средишта округа Ландсхут. Према процјени из 2010. у општини је живјело 1.748 становника. Посједује регионалну шифру (AGS) 9274135.

## Географски и демографски подаци
Герцен се налази у савезној држави Баварска у округу Ландсхут. Општина се налази на надморској висини од 433 метра. Површина општине износи 17,0 km². У самом мјесту је, према процјени из 2010. године, живјело 1.748 становника. Просјечна густина становништва износи 103 становника/km².